# Stellifer brasiliensis
Stellifer brasiliensis es una especie de pez de la familia Sciaenidae.

## Morfología
Los machos pueden llegar alcanzar los 14,5 cm de longitud total.

## Distribución y hábitat
Es un pez de clima tropical y demersal. Se encuentra en el  Atlántico suroccidental: el Brasil. 